# マンダレイ・ベイ・トラム
マンダレイ・ベイ・トラム（英: Mandalay Bay Tram）は、ネバダ州パラダイスにあるラスベガス・ストリップにて、1999年4月9日に開業した、延長838mのPeople moverである。
MGMミラージュ・グループに属する3つのゲーム・ホテルを連絡を目的に建設された。
当路線は、主要なトロピカーナ - ラスベガス大通り交差点からエクスカリバー・ホテル&カジノおよびルクソール・ホテルを通って、南端のマンダレイ・ベイ・リゾート&カジノまで乗客を運んでいる。
ケーブル駆動による複線路線であり、市民は無料で利用できる。1本の線路を1編成のみで運行している場合には、4つの駅に全て停車する。ピーク時には2本の線路にて運行されている。
急行列車は、エクスカリバー・ノースからマンダレイ・ベイまで南へノンストップで走行しており（返送時は空き）、2番目の列車は、エクスカリバー・ホテルにて乗客を降ろしてから北へ移動している（こちらもまた、返送時は空き）
エクスカリバー・ホテルからエクスカリバー・ノースまでの道のりを非対称の配置にする必要性として、取り扱われた各ホテルに特別なご愛顧を奨励するために設計されている。

## 背景
マンダレイ・ベイ・トラムは、2つの完全に独立したシャトル・システムが並んで走行する、延長838mの高架式案内軌条から成る、ケーブル・ライナー・シャトルを導入したものである。
案内軌条は地上から5 – 8mの高さの位置で、通りの直ぐ上を通過する線形となっている。
単線並列の2本の線路のうち1本は始終着駅にのみホームがある急行線、1本は4駅全てにホームのある緩行線となっている。
各システムは、5両の車両にて1編成の列車となっている。
個々の車両はそれぞれ32人の乗客を乗せることができ、よって各列車は合計160人の乗客定員となっている。
システム1は、1方向につき1時間当たりの乗客数 (pphpd) 1,300人の乗客を乗せており、かつ4つの駅がある。
システム2は、pphpd 1,900人の乗客を乗せており、かつ2つの駅がある（そして、乗客4人/m2）。
列車は、各乗客を乗せて走行している間、反対方向では空のままバック走行されている。
運行の最初の年には、当システムは約2,100万人の乗客を運んでいた。
列車車両は牽引ロープにしっかりと取り付けられており、非常に静かな運行を保証するために空気タイヤにて走行している。
列車は36km/h (22.4mph)の移動速度に達することができ、かつガイドウェイはオープンであり、モジュール式の鋼管トラス構造となっている。
カスタム列車の設計は、目玉の1つである。
列車はテレビ・コマーシャルのために撮影されており、マンダレイ・ベイ・グループは設計の特許権を取得している。

### 事業計画
マンダレイ・ベイ・トラム事業計画は、ドッペルマイヤー・ケーブル・カー (DCC) との契約が締結された、1998年9月2日に開始した。
ケーブル・ライナー・シャトルは、1,600万ドル (US$) の契約額を有し、進行の告知からわずか9ヶ月後の、1999年4月に完成した。

### 設備
マンダレイ・ベイ・トラムは、2つの独立した延長838m (2,749ft)のシャトル・システムが並んでおり、高架化されたモジュラー式の鋼トラス・ガイドウェイ上に構築されている。
5両編成の列車は、静止駆動機構、列車加速制御、速度、推進力およびブレーキによって推進されている。
これらは1車両当たり32人の乗客定員（160人の乗客/列車）を有しており、36km/hの速度で移動する。
前進は220秒であり、かつ滞留時間は50秒である。
2つのトラックごとに、それ自身が独立した直径33mm (1.3in)のワイヤーロープを有しており、それをループにするための接合部を一箇所含んでいる。
ワイヤーは、オーストリア・ドラート・ワイヤー・ロープ（英: Austria Draht Wire Rope）によって製造されており、その後リチャード・ライアー・インコーポレーテッド（英: Richard Ryer Incorporated）によって「その場」で接合およびテストされた。
トラムは、午前11:00 - 午後10:30の時間帯で走行している。